# Electricidad de Caracas
Electricidad de Caracas (BVC: EDC) — електроенергетична компанія в Каракасі, Венесуела та прилеглих територіях. 2000 року компанія була куплена американською AES Corporation.